# 3e régiment de dragons
Das 3e régiment de dragons (Régiment de Bourbon cavalerie, dann Régiment de Bourbon dragons) war 1649 im Königreich Frankreich als Regiment schwerer Kavallerie aufgestellt worden. Es stand unter verschiedenen Bezeichnungen und Funktionen bis zur Auflösung 1997 im Dienst.

## Aufstellung und signifikante Änderungen
- 17. Januar 1649: von Louis II. de Bourbon, prince de Condé, für seinen Sohn duc d’Enghien als Régiment d’Enghien cavalerie aufgestellt
- 1686: Umbenennung in Bourbon cavalerie
- 1761: Eingliederung des Régiment de Noé cavalerie
- 1776: Umwandlung in ein Dragonerregiment mit der Bezeichnung Régiment de Bourbon-Dragons
- 1. Januar 1791: Mit königlicher Anordnung wurde das Heer reorganisiert. Alle Regimenter verloren ihre Namen und erhielten jetzt nur noch eine Nummer zugewiesen. Aus dem Régiment de Bourbon-Dragons wurde das 3e régiment de dragons.
- 1811: Umwandlung in das 2erégiment de chevau-légers lanciers, das „3edragons“ existierte nicht mehr, die Nummer 3 der Dragonerregimenter wurde als „vacant“ geführt.
- 1816: Aufstellung des Régiment de dragons de la Garonne (Nr. 3)
- 1825: Umbenennung in 3e régiment de dragons
- 30. April 1929: Auflösung
- 1. Mai 1929: In Lunéville erfolgte die Zusammenlegung von Teilen des aufgelösten 3e régiment de dragons mit der 3e groupe de chasseurs cyclistes (3. Gruppe radfahrender Jäger) und dem 3e bataillon de dragons portés (3. Verstärktes Dragonerbataillon).
- 1. Dezember 1939: Umwandlung zum 3e régiment de dragons portés
- 1940: Nach Kriegsende mit Garnison in Castres in die Waffenstillstandsarmee des Vichy-Regimes eingegliedert
- 1942: Nach der deutschen Besetzung Restfrankreichs (Unternehmen Anton) aufgelöst
- 1944: Wiederaufstellung als 3e régiment de dragons
- 1. Februar 1945: Auflösung
- 1976: Das 5e régiment de hussards wurde in das 3e régiment de dragons umgewandelt.
- 1997: Auflösung

### Mestres de camp-lieutenants, Colonels-lieutenants und Colonels
Mestre de camp war von 1569 bis 1790 die Rangbezeichnung für den Regimentsinhaber und/oder den tatsächlichen Kommandanten eines Kavallerieregiments. Sollte es sich bei dem Mestre de camp um eine Person des Hochadels handeln, die an der Führung des Regiments kein Interesse hatte (wie z. B. der König oder die Königin), so wurde das Kommando dem „Mestre de camp-lieutenant“ (oder „Mestre de camp en second“) überlassen. Die Bezeichnung Colonel wurde von 1791 bis 1793 und ab 1803 geführt. Von 1793 bis 1803 verwendete man in der französischen Armee auch bei der Kavallerie die Bezeichnung Chef de brigade. Ab 1791 gab es keine Regimentsinhaber mehr.
Enghien Cavalerie
- 1649 bis 1650: Henri Jules de Bourbon, prince de Condé, duc d’Enghien
- 1651 bis 1651: Jean de Coligny, comte de Saligny
- 1659 bis 1659: Comte de Romainville
- 1659 bis 1665: Hérard Bouton, marquis de Chamilly
- 1665 bis 1671: Gaspard de Champagne, comte de La Suze
- 1671 bis 1681: Marquis de Lanmary
- 1681 bis 1686: Comte de Xaintrailles

Bourbon Cavalerie
- 1686 bis 1690: Comte de Xaintrailles
- 1690 bis 1692: Comte de la Chapelle-Balon
- 1692 bis 1702: N. de Choiseul, marquis de Lanques
- 1702 bis 1719: N. de Royer, comte de Saint-Micaud
- 1719 bis 1730: N. de Crussol d’Uzès, marquis de Montausier
- 1730 bis 1744: François Emmanuel de Crussol d’Uzès, marquis de Crussol des Salles
- 1744 bis 1761: Louis Joseph Nicolas, marquis de Cambis[2]
- 1761 bis 1762: Gabriel Augustin de Franquetot, comte de Coigny
- 1762 bis 1770: Louis, vicomte de Noé
- 1770 bis 1776: Amable Charles, marquis de La Guiche

Bourbon Dragons
- 1776 bis 1788: Amable Charles, marquis de La Guiche
- 1788 bis 1789: Jean François Léonor, baron d’Hunolstein
- 1789 bis 1791: Anne Michel Louis, vicomte de Roncherolles

3e régiment de dragons
- 1791 bis 1792: Colonel René Pierre Louis d’Hangest
- 1792 bis 1792: Colonel Anne Hyacinthe d’Harange de Vaujour
- 1792 bis 1793: Colonel Paul Alexandre Leblanc-Delisle
- 1793 bis 1794: Chef de brigade Marie Joseph Capitain
- 1794 bis 1796: Chef de brigade Paul Guillaume Daunant
- 1797 bis 1800: Chef de brigade André François Bron de Bailly
- 1800 bis 1806: Chef de brigade Edmé Nicolas Fiteau
- 1806 bis 1810: Colonel Joseph Claude Grézard
- 1810 bis 1811: Colonel Pierre Marie-Auguste Berruyer

Dragons de la Garonne
- 1814 bis 1815: Colonel Jean Baptiste Dubessy
- 1815 bis 1816: Colonel Lignyville
- 1816 bis 1822: Colonel Pusy
- 1822 bis 1825: Colonel de Bergeret

3e régiment de dragons
- 1825 bis 1830: Colonel de Bergeret
- 1830 bis 1830: Colonel de Bougainville
- 1830 bis 1831: Colonel de Desaix
- 1831 bis 1841: Colonel de Brémond
- 1841 bis 1849: Colonel de Maisonneuve
- 1849 bis 1849: Colonel Gasten
- 1850 bis 1851: Colonel Marion
- 1852 bis 1861: Colonel Estampes
- 1861 bis 1868: Colonel Brauer
- 1869 bis 1870: Colonel Bilhau
- 1870 bis 1871[3]: Colonel Michel-Aloys Ney
- 1873 bis 1876: Colonel Barbut
- 1876 bis 1876: Colonel Barbault de la Motte
- 1876 bis 1882: Colonel de Lovencourt
- 1882 bis 1882: Colonel Ouguen
- 1882 bis 1889: Colonel Duvivier
- 1889 bis 1897: Colonel de Beaumarchais
- 1897 bis 1903: Colonel de Seroux
- 1903 bis 1908: Colonel Louvat
- 1908 bis 1909: Colonel Chêne
- 1909 bis 1913: Colonel Lechevrel
- 1914 bis 1918: Colonel Schmidt
- 1918 bis 1919: Colonel de la Motterouge
- 1919 bis 1919: Colonel de Chaillou
- 1919 bis 1921: Colonel de la Teillais
- 1921 bis 1925: Colonel Rivain
- 1925 bis 1929: Lieutenant-colonel de Baciocchi

3e bataillon de dragons portés
- 1929 bis 1936: Chef d’escadrons Ricklin
- 1936 bis 1939: Chef d’escadrons de Reboul

3e régiment de dragons portés
- 1939 bis 1940: Lieutenant-colonel de Reboul

3e régiment de dragons portés (Waffenstillstandsarmee)
- 1940 bis 1942: Colonel Amanrich

3e régiment de dragons (Résistance)
- 1942 bis 1944: Chef d’escadrons d’Audibert de Lussan

3e régiment de dragons
- 1944 bis 1945: Chef d’escadrons de Segonzac

3e régiment de dragons
- 1976 bis 1977: Lieutenant-colonel Royer
- 1977 bis 1979: Lieutenant-colonel Arlabosse
- 1979 bis 1981: Lieutenant-colonel Ernould
- 1981 bis 1983: Lieutenant-colonel Bizet
- 1983 bis 1985: Lieutenant-colonel Vergé
- 1985 bis 1987: Colonel Élie
- 1987 bis 1989: Colonel Lasserre
- 1989 bis 1992: Colonel Le Roy
- 1992 bis 1994: Lieutenant-colonel Péron
- 1994 bis 1996: Lieutenant-colonel Chevallier-Chantepie
- 1996 bis 1997: Colonel Le Bot

## Uniformen

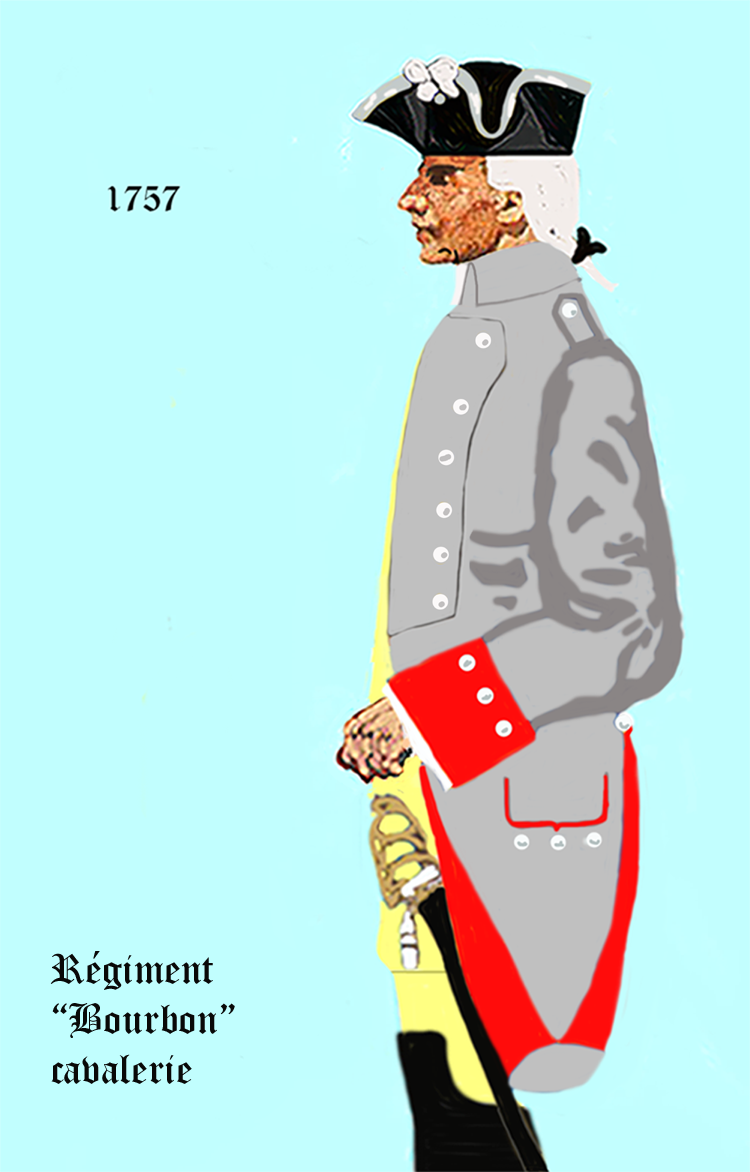
Régiment Bourbon-Cavalerie 1757 bis 1762
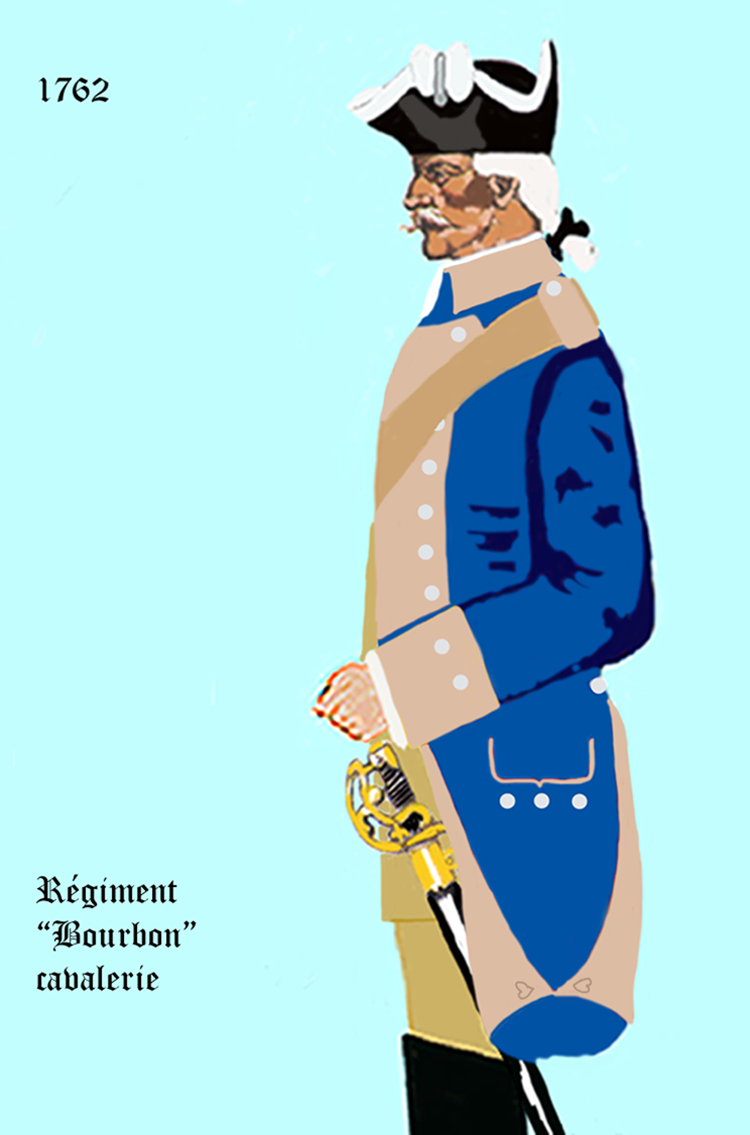
Régiment Bourbon-Cavalerie 1762 bis 1767
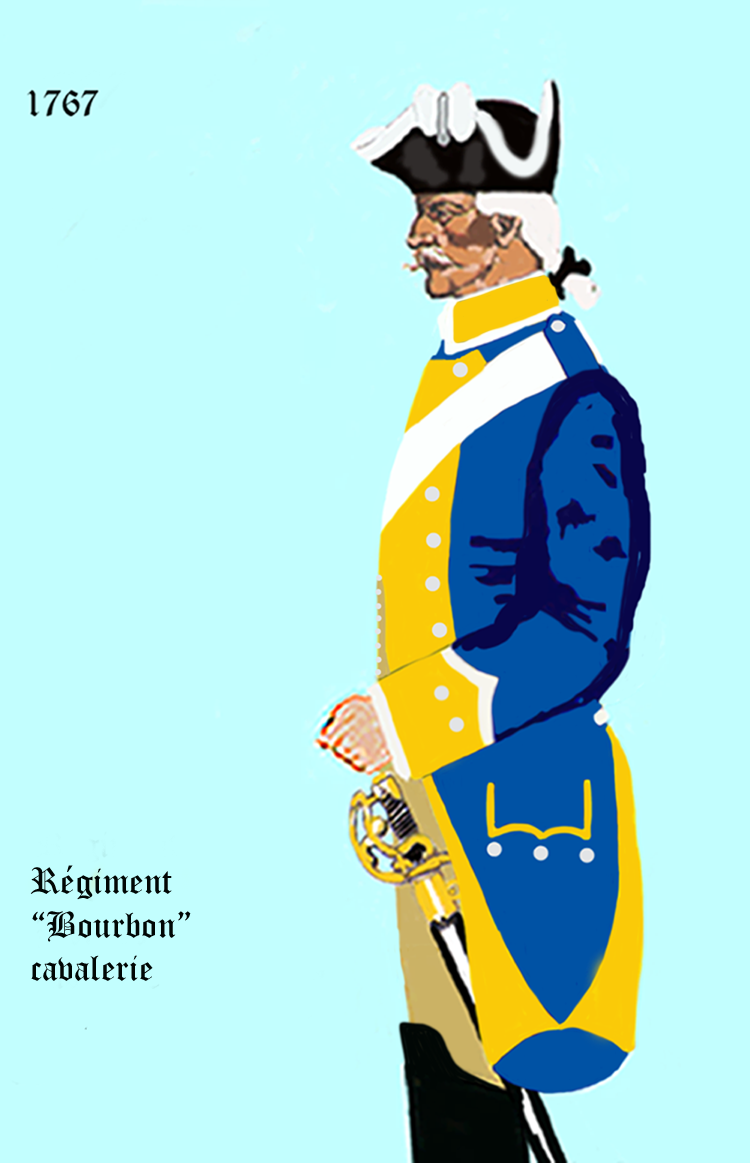
Régiment Bourbon-Cavalerie 1767 bis 1776
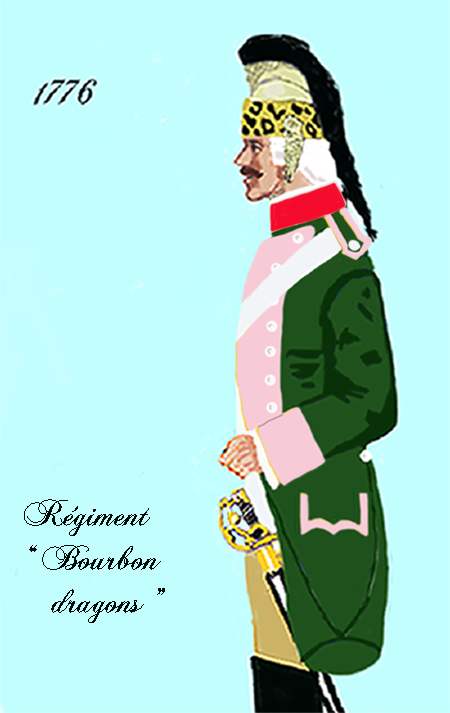
Régiment Bourbon-Dragons 1776 bis 1779
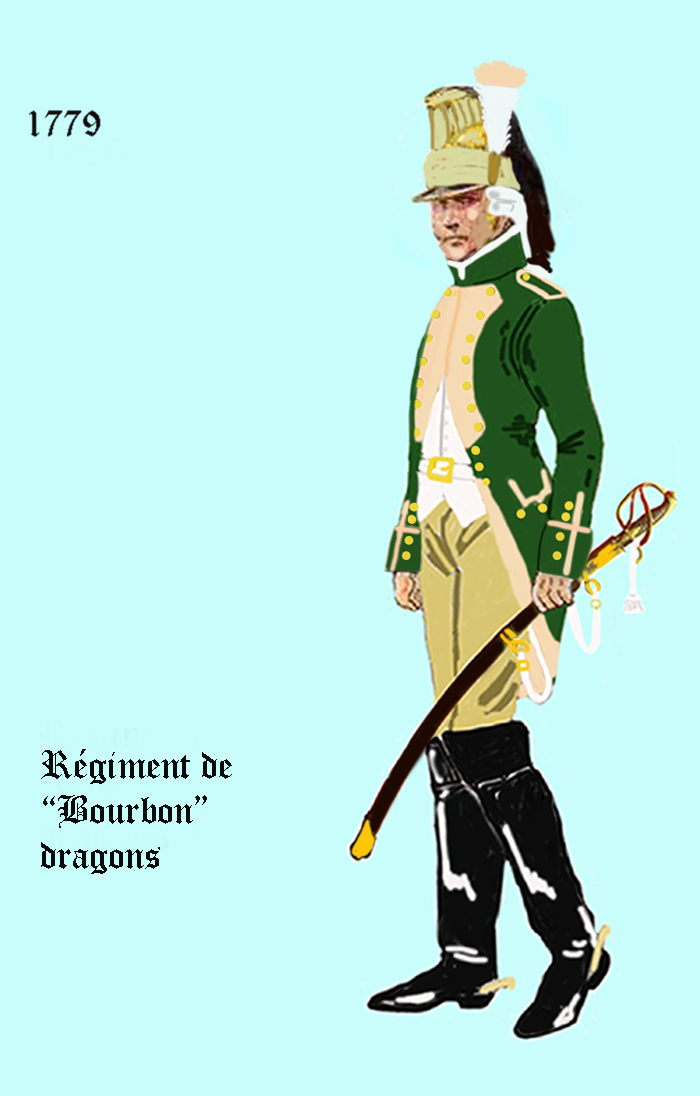
Régiment Bourbon-Dragons 1779 bis 1786
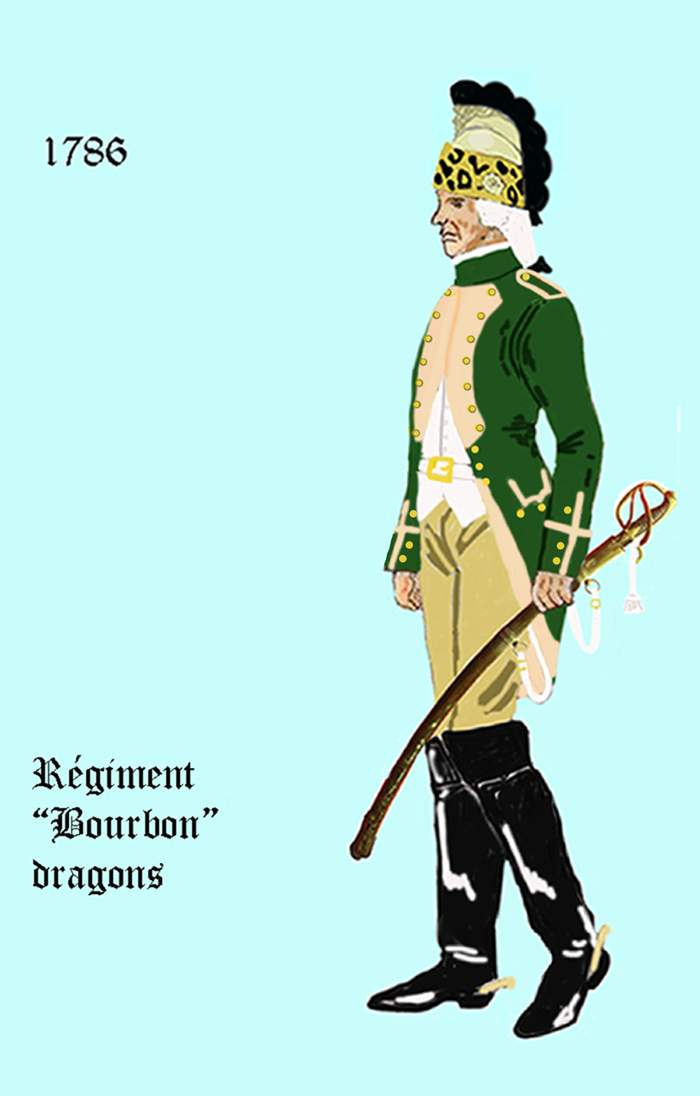
Régiment Bourbon-Dragons 1786 bis 1791
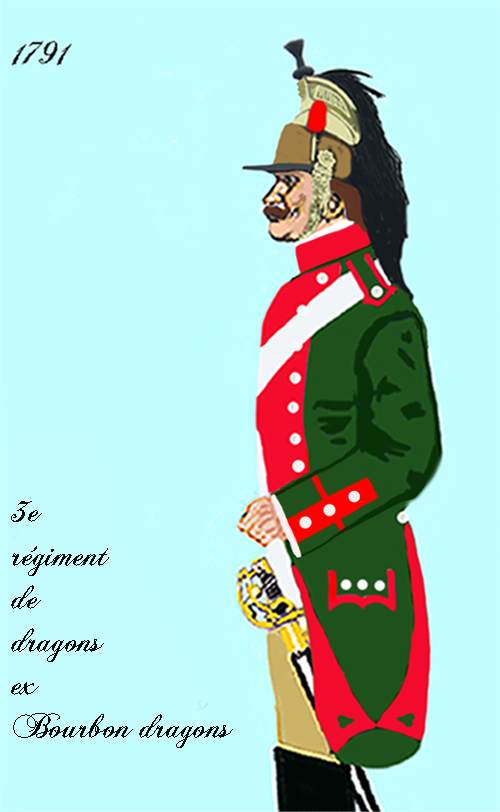
3e régiment de dragons ex Bourbon-Dragons 1791

## Standarten

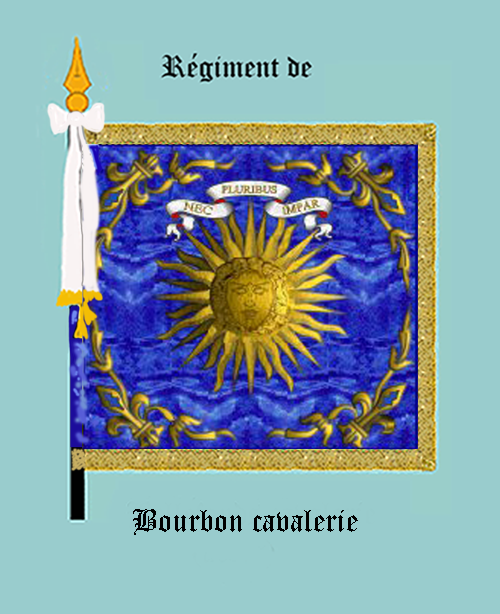
Bourbon cavalerie
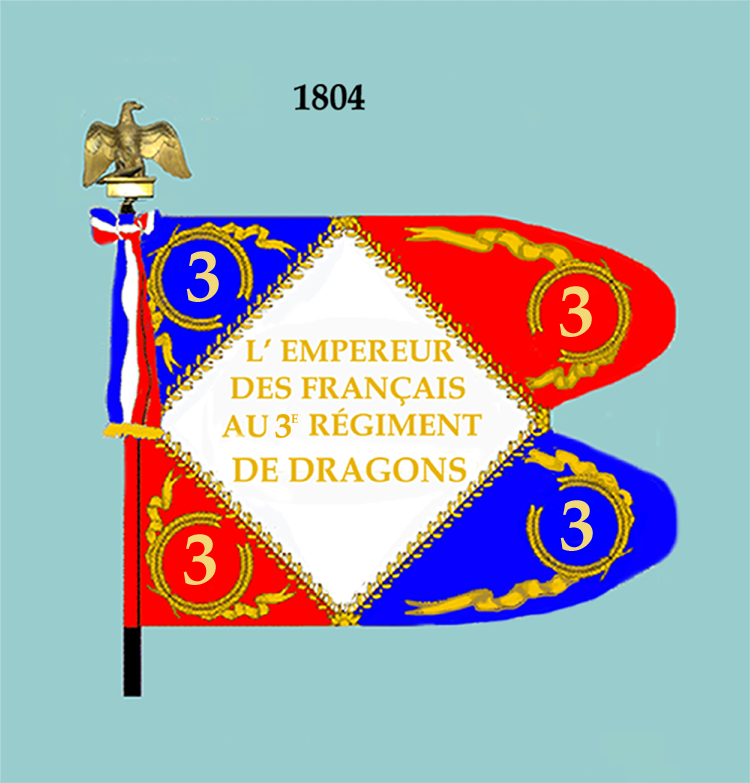
3e regiment de dragons 1804 bis 1811 (Vorderseite)
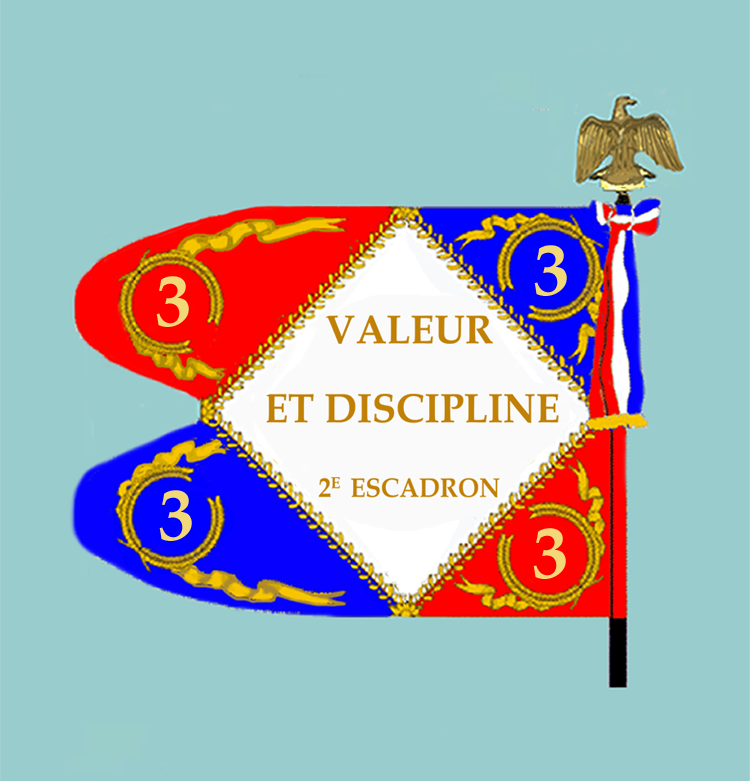
3e regiment de dragons 1804 bis 1811 (Rückseite)
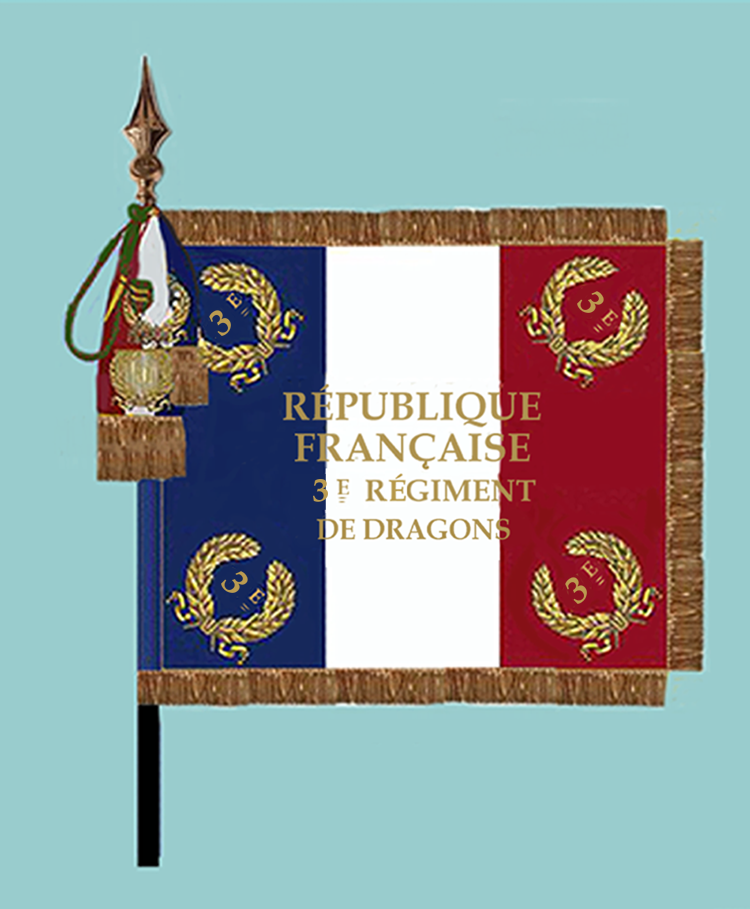
3e regiment de dragons bis 1997 (Vorderseite)
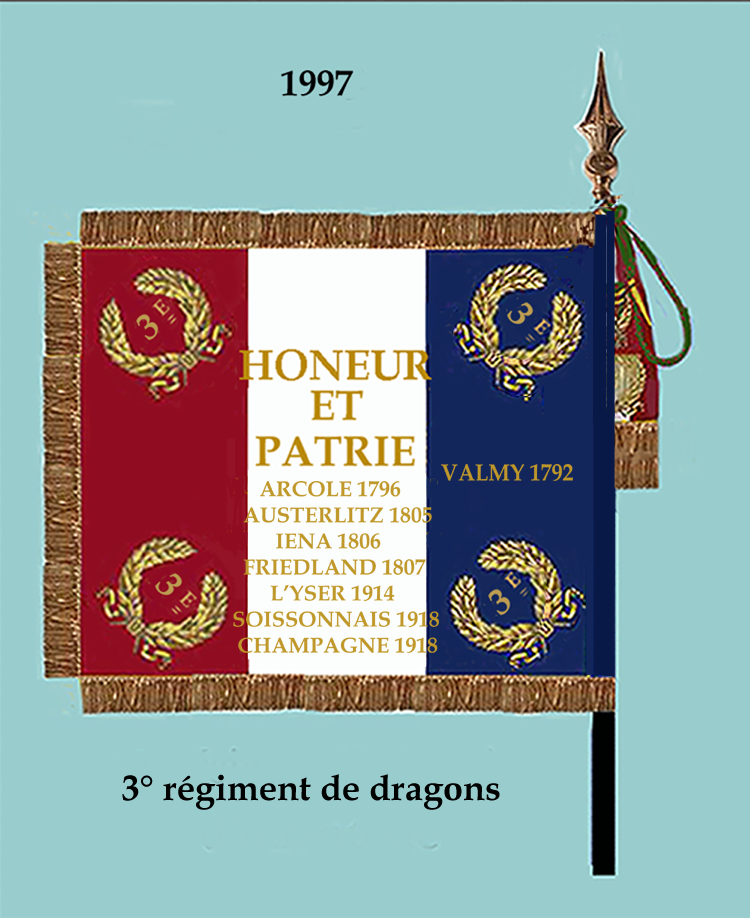
3e regiment de dragons bis 1997 (Rückseite)

Auf der Rückseite der Regimentsfahne sind (seit Napoleonischer Zeit) in goldenen Lettern die Feldzüge und Schlachten aufgeführt, an denen das Regiment ruhmvoll teilgenommen hat.

## Historische Garnisonen
- 1816: Toulouse
- 1838: Belfort[8]
- 1871: Tours
- 1886: Nantes
- 1921: Saarlouis und Saarbrücken
- 1927: Sarreguemines und Saint-Avold
- 1929: Lunéville
- 1940: Castres
- 1976: als Teil der Forces françaises en Allemagne im Lager Heuberg (Stetten am kalten Markt) stationiert

## Einsatzgeschichte
Régiment d’Enghien-Cavalerie
- Krieg der Fronde 1653 bis 1659[9]

- Devolutionskrieg (1667 bis 1668)

- Holländischer Krieg (1672 bis 1678)

Régiment de Bourbon-Cavalerie
- Pfälzischer Erbfolgekrieg (1688 bis 1697)

Spanischer Erbfolgekrieg (1701 bis 1733)
- Polnischer Thronfolgekrieg (1733 bis 1735)

- Österreichischer Erbfolgekrieg (1740 bis 1748)

- Siebenjähriger Krieg (1756 bis 1763)

Einsatz im Gefecht bei Korbach
- 1769: Befriedung von Korsika

Teilnahme an der Schlacht bei Ponte Novu
Régiment de Bourbon-Dragons
keine Gefechtstätigkeit

### Revolution und Empire
- Das 3e régiment de dragons nahm in der „Armée du Nord“ an den Feldzügen des Jahres 1792 teil und kämpfte in der Kanonade bei Valmy und in der Schlacht bei Jemappes.
- Im Jahre 17934 war es der „Armée du Nord“ zugewiesen, mit der es am Gefecht bei Sprimont teilnahm (18. September 1794).
- 1796 folgten Feldzüge mit der Armée d’Italie und die Teilnahme an der Schlacht bei Arcole.
- 1798 bis 1799 mit der Armée d’Italie und mit der Orientarmee im Feldzug nach Ägypten. Die Einheit konnte sich am 25. Juli 1799 in der Schlacht bei Abukir auszeichnen.
- Im Jahre 1800 gehörte das Regiment zum 2. Reserve-Kavalleriekorps in der „Armée d’Italie“.
- 1805 kämpfte die Einheit mit dem 1. Kavalleriekorps der Grande Armée in der Schlacht bei Austerlitz.
- 1806 dem 6. Reserve-Kavalleriekorps zugeteilt, nahmen die Dragoner am Feldzug nach Preußen und Polen teil und kämpften in der Schlacht bei Jena.
- 1807 Teilnahme an der Schlacht bei Eylau und der Schlacht bei Friedland. Danach Abkommandierung zum Observationskorps an der Gironde.
- 1809 zur Portugal-Armee abgeordnet. Bis 1811 Teilnahme am Spanischen Unabhängigkeitskrieg. Danach Abstellung zur Reservearmee in Portugal und Umwandlung in ein Chevau-légers-lanciers-Regiment.

### 1815 bis 1852
Während der Februarrevolution 1848 setzten Aufständische die hölzerne Eisenbahnbrücke von Chatou in Brand und verwüsteten das Bahnhofsgebäude. Sie konnten von der Mobilgarde vertrieben werden.

### Zweites Kaiserreich
…

### Erster Weltkrieg
- siehe auch: Französische Kavallerie im Ersten Weltkrieg

Bei Kriegsausbruch lag das Regiment im Quartier Richemond in Nantes.

#### 1914
Von August 1914 bis Juni 1916 der 9. Dragonerbrigade in der 9. Kavalleriedivision zugeteilt.
- Erste Schlacht an der Marne
- An der Yser

#### 1915
- keine Angaben vorhanden

#### 1916
- keine Angaben vorhanden

#### 1917
- keine Angaben vorhanden

#### 1918
- Gefecht von Château-Thierry
- Zweite Schlacht an der Marne

### Zwischenkriegszeit
Von 1929 bis 1939 war die Einheit unter der Bezeichnung „3e bataillon de dragons portés“ im „Quartier Stanislas“ in Lunéville stationiert.

### Zweiter Weltkrieg
Im Februar 1940 wurde das 3e régiment de dragons portés mit dem 2e régiment d’automitrailleuses (2e RAM – 2. Panzerwagenregiment) zur Aufstellung der 12e brigade légère mécanique (12e BLM – 12. Leichte Mechanisierte Brigade) verwendet. Diese Brigade unterstand der 2e division légère de cavalerie (2. Leichte Kavalleriedivision). Gemäß dem Plan Dyle (deutsche Invasion in Belgien) sollte die Division die Ardennen überschreiten und mit der 2. Armee in Richtung Martelange auf die Grenze von Belgien und Luxemburg vorstoßen. Es wurden zwei Gruppen formiert, die 12e BLM war Teil der Ostgruppierung.
Weitere Angaben liegen nicht vor.

### 1976 bis 1997
- Das 3e Régiment de dragons wurde am 1. Januar 1976 im Lager Heuberg durch die Umwandlung des 5e régiment de hussards wieder errichtet (ministerieller Entscheid vom 2. Mai 1975).
- Es bestand aus einer Ausbildungsescadron, einer Stabs- und Versorgungsescadron und drei Kampfescadrons mit zusammen 793 Soldaten, ausgerüstet mit 41 Kampfpanzern AMX-30B, 14 Schützenpanzern AMX-10P und 10 Schützenpanzern AMX-13 VTT.
- Eine 5. Escadron (aufgestellt am 27. Juli 1978 und am 1. Juli 1984 wieder aufgelöst) war als Divisionsaufklärungsescadron der 3. Panzerdivision dem Regiment ab 1. September 1979 zugeteilt.
- Am 27. Juni 1979 schlossen die 3e Dragons eine Patenschaft mit dem Panzerbataillon 294 der Bundeswehr, ebenfalls im Lager Heuberg stationiert.
- Am 13. und 14. September 1986 wurde das 300-jährige Jubiläum der Bourbon-Cavalerie mit einem Tag der offenen Tür begangen.
- Am 14. Juli 1993 defilierte das Regiment anlässlich des Nationalfeiertags auf der Avenue des Champs-Élysées in Paris.

## Auszeichnungen
Das Fahnenband ist dekoriert mit:
- dem Croix de guerre 1914–1918 mit zwei Palmenzweigen für zwei lobende Erwähnungen im Armeebefehl und vier vergoldeten Sternen für vier lobende Erwähnung im Korpsbefehl
- dem Croix de Guerre 1939–1945 mit einem Palmenzweig für eine lobende Erwähnungen im Armeebefehl
- der Fourragère des Croix de guerre 1914–1918 mit der Olive in den Farben des Croix de guerre 1939–1945

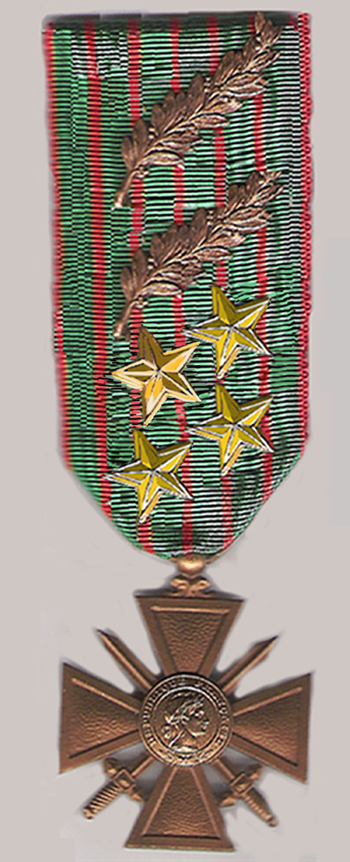
Croix de guerre 1914–1918 mit zwei Palmenzweigen und vier vergoldeten Sternen
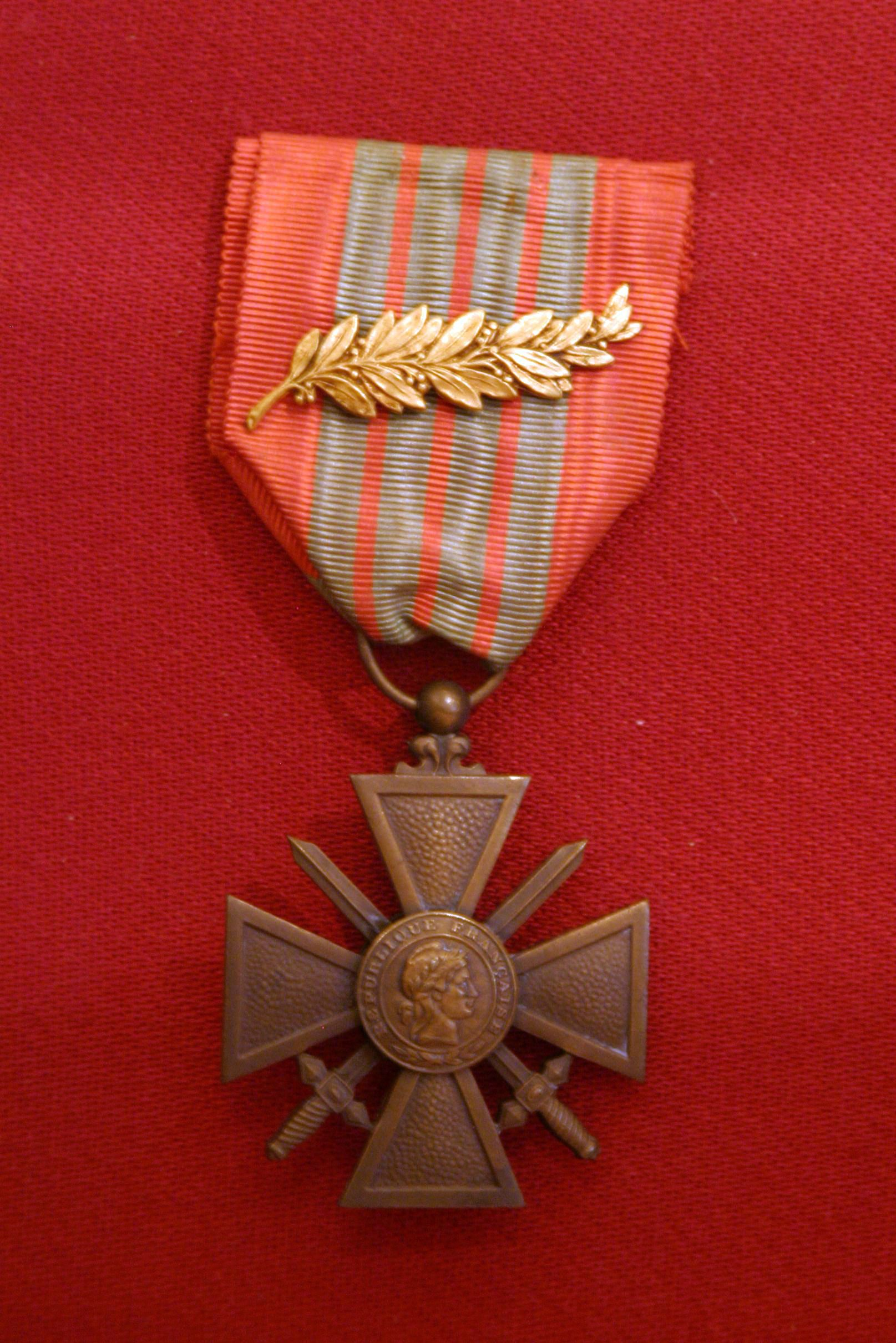
Croix de guerre 1939–1945 mit einem Palmenzweig

Zuletzt geführte Standarte
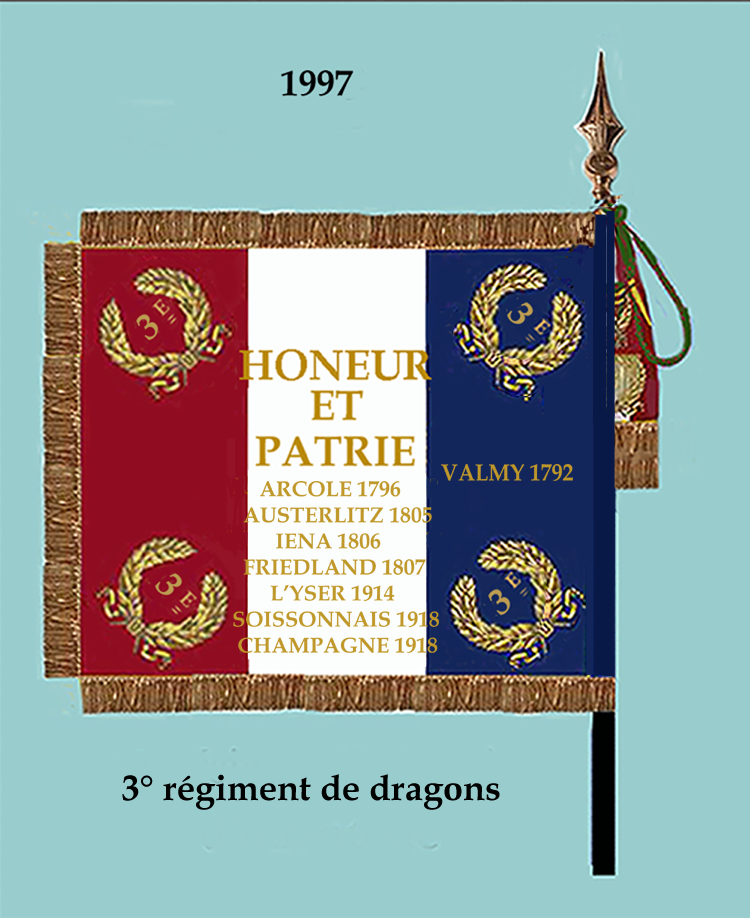
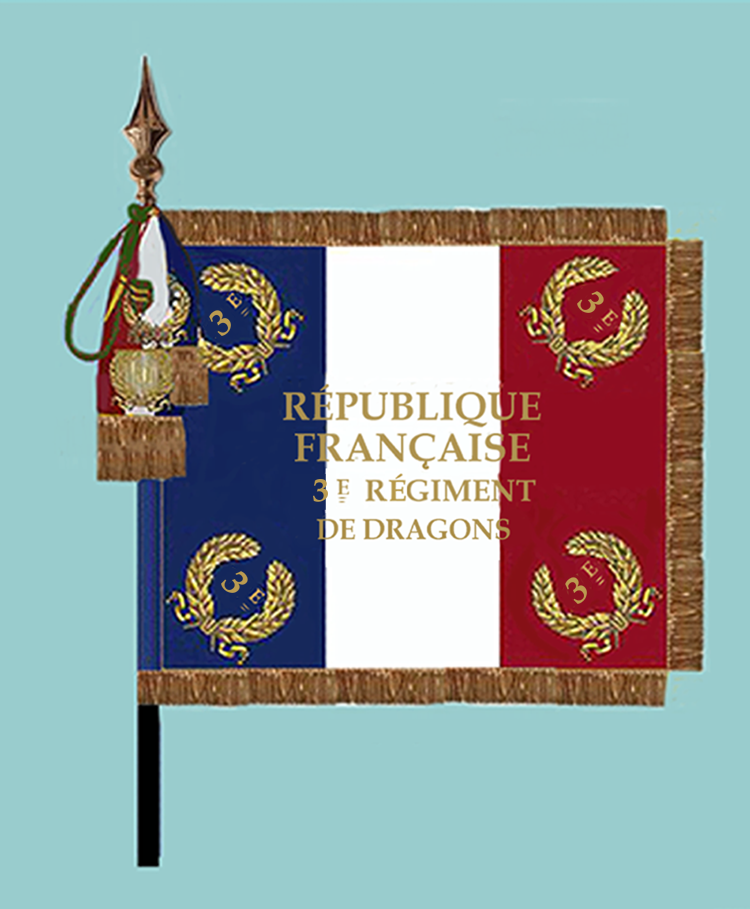

## Persönlichkeiten, die im Regiment gedient haben
- Jean de Coligny, comte de Saligny
- Général Jean-Baptiste Théodore Curto (als Dragoner am 26. Dezember 1786 in der Personalliste geführt).
- Général René, comte de Reboul.
- Léopold Niel, Général de brigade (1897), 1887 Chef d’escadrons, 1889 Lieutenant-colonel im Regiment
- Pierre Louis Roederer

## Weitere interne Verbandsabzeichen

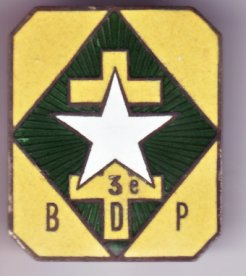
Abzeichen des 3e Bataillon de dragons portés (1937)
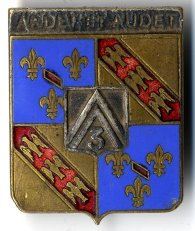
Abzeichen 1941
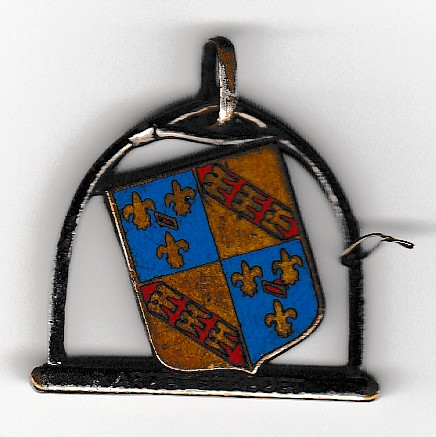
Abzeichen 1941
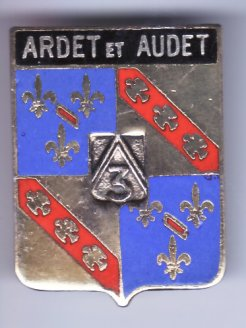
Abzeichen 1976
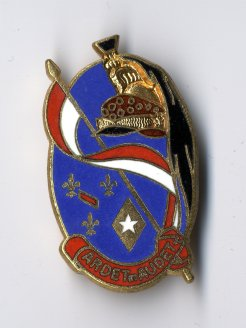
Abzeichen 1983 bis 1989